# Nissan GT-R LM Nismo
O Nissan GT-R LM NISMO foi um esporte-protótipo híbrido construído pela montadora japonesa Nissan Motorsport que disputou as 24 Horas de Le Mans de 2015 na categoria LMP1. Anunciado para competir na categoria LMP1 do mundial de endurance FIA WEC  foi um dos primeiros veículos a utilizar motor frontal combinado a um sistema de recuperação de energia caracterizando como carro de tração dianteira (FWD)  em contraste as demais equipes equipadas com sistemas AWD. O GT-R LM Nismo marca o retorno da fabricante japonesa a um prova internacional de esporte-protótipo desde a ultima participação na prova francesa das 24 Horas de Le Mans em 1999. Apesar da inovação tecnológica, o projeto mostrou-se em seu curto tempo de duração pouco promissor em resultados  com a participação em apenas uma prova e o abandono por problemas de confiabilidade no equipamento, incluindo o desligamento da capacidade de geração de energia do sistema híbrido. A primeira aparição do protótipo se deu em um comercial para a Super Bowl XLIX . 

## Especificações técnicas
A configuração escolhida pela montadora japonesa para o GT-R LM NISMO foi a de um motor V6 de 3.0L de capacidade cubica a gasolina bi-turbo e de injeção direta desenvolvido pela Nissan em parceria com a Cosworth . O motor localizado na posição central-dianteira do carro foi um layout em comum ao utilizado nos projeto da Panoz como LMP-1, que teve seu desenvolvimento entre 1999-2005. Diferentemente do protótipo americano (que possui tração completamente traseira), o Nissan GT-R LM NISMO possui tração na dianteira, bem como sua caixa de transmissão também localizada na dianteira  . Para o equilíbrio do carro foram adicionados pneus de 14 polegadas na frente e 9 polegadas atrás.
O sistema de recuperação de energia (KERS) está presente no carro, sendo este impulsionado por dois volantes motores (flywheel) desenvolvidos pela Torotrak . Ambos aproveitam energias dos freios dianteiros e reaproveitam essa energia descarregada por um eixo cardã que pode ser retornada aos eixos por um motor elétrico sendo que os flywheels podem extrair potência a um eixo de transmissão secundário que estão ligados ao diferencial na parte dianteira do carro. Projeta-se o motor a combustão produzindo em torno de 500 cv ou mais, e com sistema híbrido pode extrair mais de 750 cv.  A carroceria foi desenvolvida em fibra de carbono visando manter o peso dentro dos 870 kg para categoria.

## Competições e pilotos

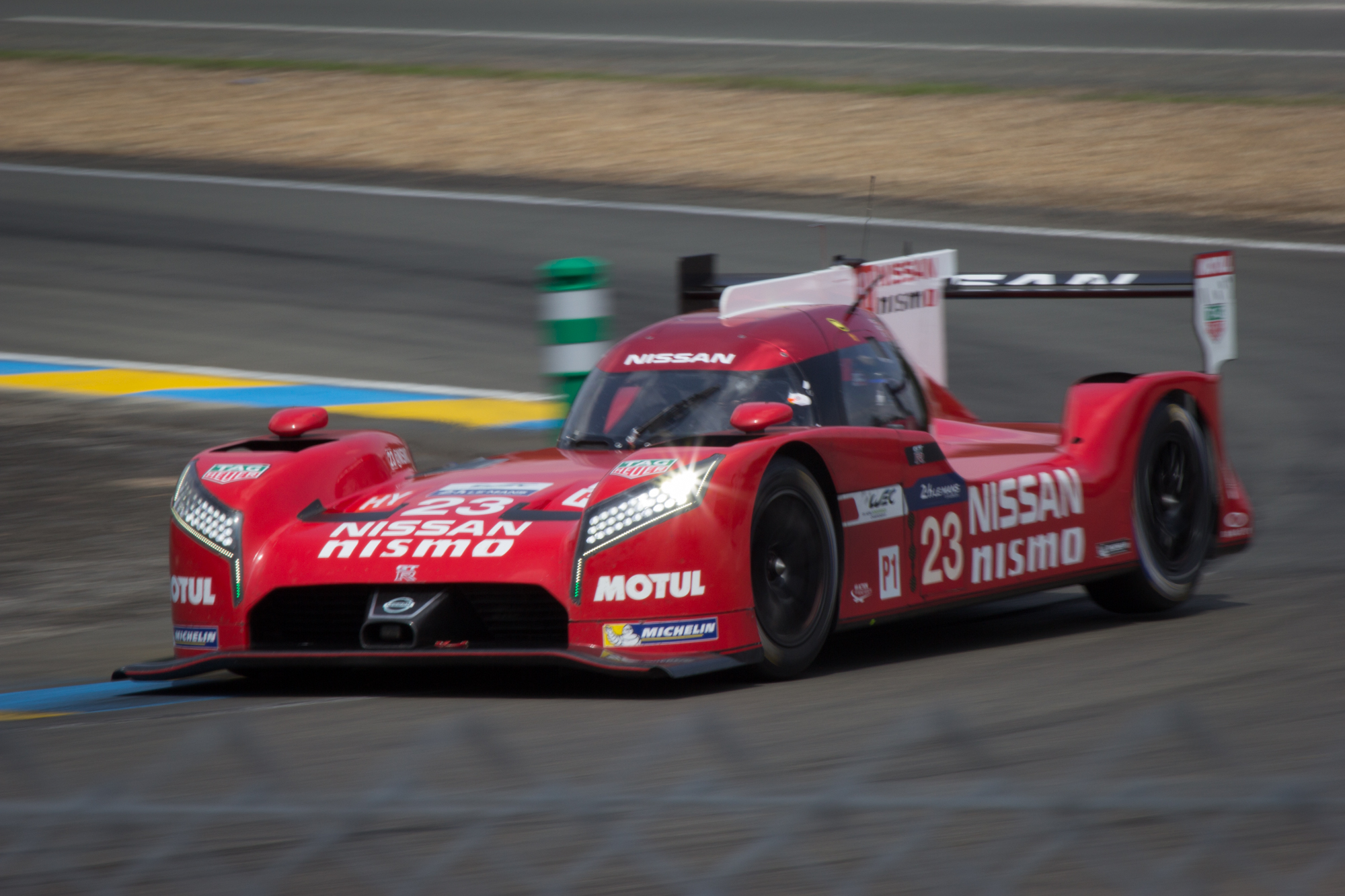
Nissan GT-R LM Nismo nas 24 Horas de Le Mans de 2015

A primeira corrida do Mundial de Endurance em 2015, realizada no dia 12 de abril em Silverstone, seria a estreia absoluta do carro. No entanto, a Nissan, preocupada com o desempenho, adiou sua estreia até as 24 Horas de Le Mans, faltando nas duas primeiras etapas do campeonato em Silverstone e em Spa-Francorchamps. Durante essas etapas a Nissan realizara testes em Sebring . Para pilotos, a Nissan contou com ex-piloto da Audi Marc Gené como o primeiro escalado do time mas removido de última hora da escalação. O ex-piloto de Fórmula 1 Max Chilton além de Olivier Pla e Jann Mardenborough foram confirmados no primeiro carro  e os pilotos  Harry Tincknell, Alex Buncombe e Michael Krumm foram confirmados no segundo carro. Para as 24 Horas de Le Mans, a Nissan introduziu um terceiro carro,  guiado por Tsugio Matsuda, Lucas Ordonez e Mark Shulzhitskiy com os  dois últimos pilotos graduados nos programas de formação de pilotos da GT Academy (Gran Turismo) . 
Com a estreia nas 24 Horas de Le Mans de 2015, três carros foram inscritos para a corrida pela Nissan Motorsports, numerados 21, 22 e 23 . Os carros se classificaram nos últimos três lugares da classe LMP1 com tempos de até 20 segundos mais lentos que o tempo da pole position definido pelo Porsche 919 Hybrid nº18. O carro nº21 foi superado o pelo carro LMP2 mais rápido. Por não atingirem a regra de 110% do tempo da pole position, todos carros foram rebaixados para o final do grid de largada da classe. O carro n°21 abandonou a corrida após 115 voltas com uma falha de suspensão, enquanto o carro n°23 abandonou na volta 234 com problemas na caixa de câmbio. O carro n°22 terminou a corrida, mas não foi classificado, pois falhou em completar a distância mínima em número de voltas ou menos de 70% da distância do vencedor geral . 
O piloto brasileiro Nelson Piquet Jr. realizou testes com modelo no final da temporada de  2015 . Entretanto, o programa da montadora japonesa para a LMP1 híbrida  foi cancelada mesmo com testes já realizados para o ano de 2016. 